# Honoré d'Urfé

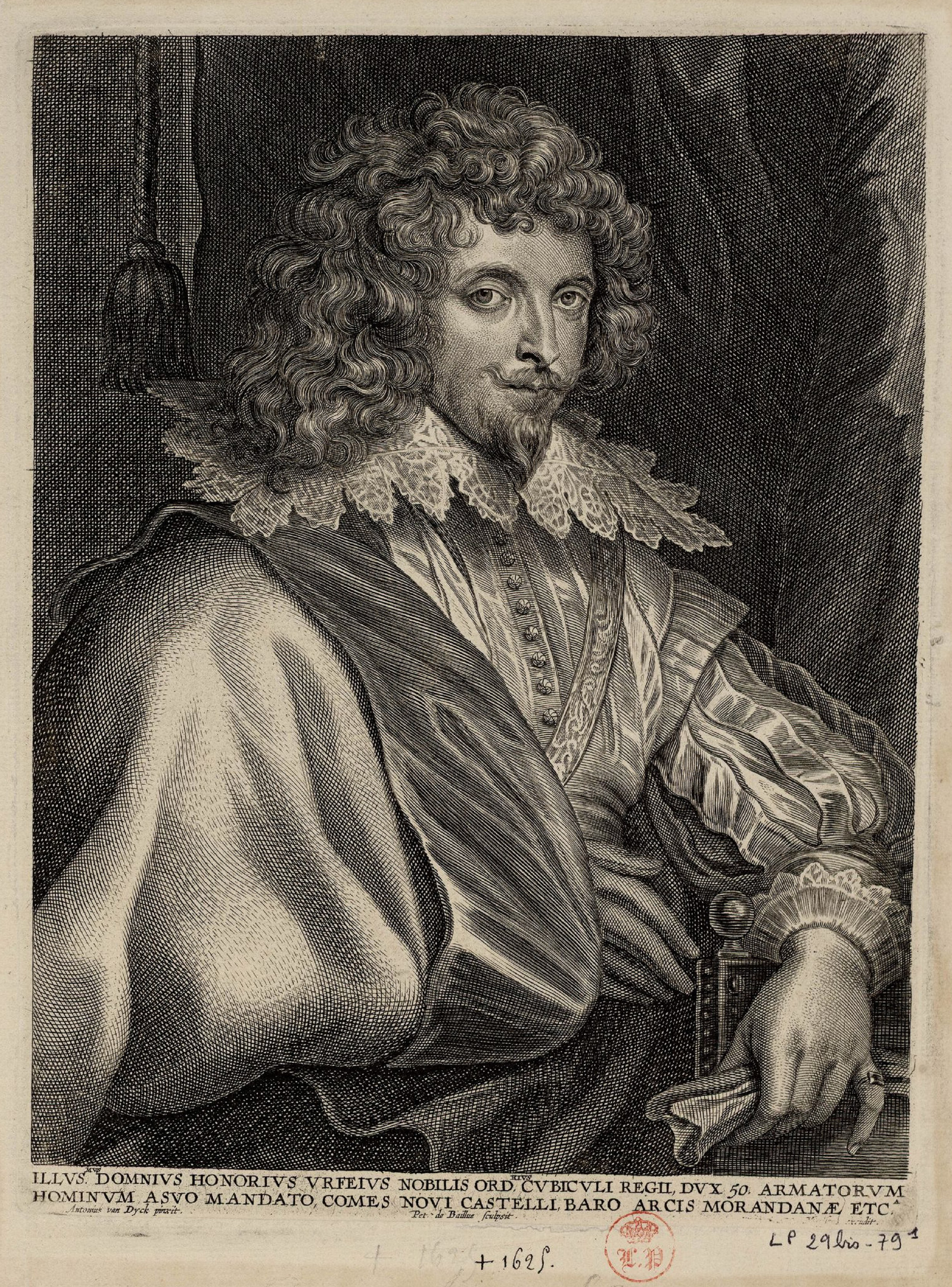
Honoré d'Urfé

Honoré d'Urfé, markies van Valromey en graaf van Châteauneuf (Marseille, 11 februari 1568 - Villefranche-sur-Mer, 1 juni 1625) was een Franse romanschrijver, die in de 17e eeuw een grote invloed had op de ontwikkeling van de moderne roman.

## Leven
Urfé kwam uit een aanzienlijke adellijke familie uit Forez; zijn moeder was verwant aan het huis Savoye. Hij bracht zijn jeugd door in het château de la Bâtie en kreeg een opleiding in het jezuïetencollege van Lignon. Urfé sloot zich aan bij de Katholieke Liga en vocht mee tegen het leger van koning Hendrik IV van Frankrijk.. Hij werd twee keer gevangengenomen. Hij werd vrijgekocht door  Diane de Châteaumorand, zijn schoonzuster, getrouwd met zijn broer Anne. Met toestemming van de paus huwde hij haar in 1600 nadat haar vorige huwelijk was nietig verklaard. Het paar hield het niet lang uit en leefde gescheiden, afwisselend in Turijn en Parijs. In 1614 vestigde hij zich terug in Virieu.
In 1603 had Urfé zich verzoend met koning Hendrik IV. Hij verdeelde zijn tijd tussen schrijven, reizen en oorlogshandelingen. Hij stierf in 1625 aan een longontsteking nadat hij een Frans regiment had geleid bij de strijd tegen de Spanjaarden nabij Genua.

## Werk

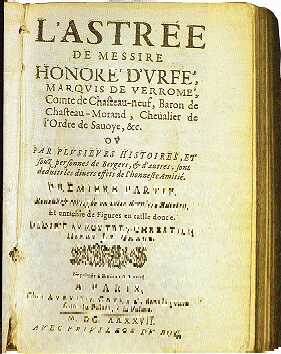
Titelblad van L'Astrée

Al in zijn jeugd wijdde Urfé zich aan het schrijven. Tijdens zijn gevangenschap schreef hij filosofische overpeinzingen. Hij schreef ook een bucolisch gedicht voor zijn toekomstig vrouw Diane de Châteaumorand.
Zijn pastorale roman fleuve L'Astrée is een lijvig werk van meer dan vijfduizend pagina’s verscheen in stukken en brokken tussen 1607-1633. De rode draad is de liefde tussen de 12-jarige herderin Astrée en de 14-jarige herder Celadon, die zich heel wat moeite moet getroosten haar liefde te winnen. Het verhaal speelt in de 5e eeuw, na de val van het Romeinse Rijk, toen er nog geen koningen in Frankrijk waren en Gallische stammen in een bloedige strijd verwikkeld waren met de Hunnen in de Slag op de Catalaunische Velden.
Het belangrijkste kenmerk van een pastorale is zuiverheid: het verhaal speelt in een omgeving die moreel zuiver wordt verondersteld, niet in een stad of aan een hof maar in een landelijk gebied. Ook de hoofdpersonen worden edel voorgesteld: het zijn herders die macht en geld niet belangrijk vinden. 